# Overlord: Dark Legend
Overlord: Dark Legend är ett actionrollspel till Nintendo Wii utvecklat av Climax Studios och utgivet av Codemasters. 
Det släpptes i Europa den 23 juni 2009.
Spelet är en spinoff på Overlord, och handlingen utspelar sig innan originalspelet. 
Spelmekaniken är snarlik Overlord's, men vissa saker skiljer dem  åt. Samtidigt som spelet saknar flera funktioner ur originalspelet och dess uppföljare Overlord II, så har det en del nytt innehåll och ett nytt spelsätt som drar nytta av Wii-kontrollen.
Kritiken av spelet är blandad, dels hyllas det för sin humor, handling och välfungerande kontroller, och dels sågas det för dess buggar, korta speltid och låga svårighetsgrad.

## Spelmekanik
Spelmekaniken är ganska lik originalspelets. De fyra olika sorternas minions (bruna, röda gröna och blå) och deras färdigheter återfinns oförändrade. Däremot så har spelet vissa skillnader i övrig speldesign. Till exempel så är livskraften man samlar från besegrade fiender för att skapa minions inte längre åtskild i olika färgkategorier. 
Wii-kontrollens nunchuk-tillbehör används för att kontrollera Overlorden, medan kontrollen i sig används för att organisera och kontrollera minions med hjälp av dess rörelsesensor och pekfunktion. En av de nya funktionerna som introducerades till Wii är möjligheten att ta en minion från sin hord med hjälp av lutnings och rörelsesensorerna i Wii-kontrollen, skaka den för att genomsyra minionen med Overlordens kraft och sen släppa den så att den springer mot ett utvalt mål och exploderar.